# The Scientist (revista)
The Scientist (El científico) es una revista de noticia en particular sobre la biología y ciencias de la vida. Se ha publicado mensualmente desde 1986 y está disponible en forma impresa y en línea a través de la suscripción personal o institucional.

## Información general
The Scientist fue fundado por Eugene Garfield. Su objetivo es proporcionar la impresión y la cobertura en línea de los últimos avances en la investigación en biociencias, tecnología y negocios. Materias cubiertas por la revista incluyen:
- La ciencia política
- Carreras
- Temas financieros
- Investigación pionera
- Innovaciones en la industria
- Economía de la ciencia
- La ética científica
- Perfiles de los científicos
- Herramientas de laboratorio

A partir de mayo de 2010 en la revista, secciones y características adicionales se han añadido a partir de la empresa Faculty of 1000, una guía en línea de los avances más importantes en las ciencias de la vida. El contenido adicional incluye revisiones de trabajos de investigación de alta calificación y los perfiles de científicos.

## Página web
The Scientist ofrece un sitio web que complementa la versión impresa, ofreciendo noticias de ciencias de la vida y funciones interactivas multimedia. El contenido de la revista del mes, noticias, blogs y podcasts están disponibles gratuitamente en el registro, mientras que los suscriptores premium también se les da acceso a los archivos de la revista de artículos, noticias y editoriales.